# Трисвинецбарий
Трисвинецбарий — бинарное неорганическое соединение
свинца и бария
с формулой BaPb3,
кристаллы.

## Получение
- Сплавление стехиометрических количеств чистых веществ:

{\displaystyle {\mathsf {3Pb+Ba\ {\xrightarrow {610^{o}C}}\ BaPb_{3}}}}

## Физические свойства
Трисвинецбарий образует кристаллы
тригональной сингонии, пространственная группа R 3m, параметры ячейки a = 0,7298 нм, c = 2,5765 нм, Z = 9
.
Соединение конгруэнтно плавится при температуре 610°C
(617°C).